# Sainte-Marie-à-Py
Sainte-Marie-à-Py  là một xã thuộc tỉnh Marne trong vùng Grand Est đông nam nước Pháp. Xã này nằm ở khu vực có độ cao trung bình 131 mét trên mực nước biển.